# الحديقة النباتية في نيويورك
الحديقة النباتية في نيويورك (بالإنجليزية: New York Botanical Garden)‏ هي واحدة من الحدائق النباتية الرائدة في الولايات المتحدة، والتي تأسست عام 1891، يقع مقرها في ذا برونكس في نيويورك. وتمتد على مساحة نحو 250 فدان من برونكس بارك وهي موطن لبعض من المختبرات في العالم الرائدة في مجال النباتات. وتقدم معارض كبرى وآخرى للزهور على مدار العام، ووصل عدد زوارها إلى أكثر من 800,000 سنويا.ويرجع تصميمها المعماري إلى العصر الفيكتوري.

## روابط خارجية
- الحديقة النباتية في نيويورك على موقع الموسوعة البريطانية (الإنجليزية)